# Jazz Pori
Football Club Jazz Pori – fiński klub piłkarski z siedzibą w mieście Pori.

## Osiągnięcia
- Mistrz Finlandii (2): 1993, 1996

## Historia
Klub założony został w 1934 roku pod nazwą Pori Pallotoverit (lub w skrócie PPT). W pierwszej lidze, zwanej wtedy Mestaruussarja PPT Pori zadebiutował w 1983 roku. Po sezonie w 1991 roku klub zmienił nazwę na obecną. W latach 90. Jazz dwukrotnie zdobył mistrzostwo Finlandii. W 2004 roku klub spadł do II ligi. Z powodu kłopotów finansowych Jazz Pori w 2005 roku został rozwiązany. Obecnie istnieje drużyna FC Jazz Juniorit koncentrująca się wyłącznie na futbolu młodzieżowym.

### Piłkarze
| - Jarmo Alatensiö - Hasan Cetinkaya - Victor Dubon - Carlton Fairweather - Timo Furuholm - Jurij Gawriłow - Miika Juntunen - Toni Kallio - Lasse Karjalainen - Tommi Koivistoinen - Peter Kopteff - Risto Koskikangas |  | - Luiz Antônio - Dariusz Marzec - Pedro Massacessi - Rami Nieminen - Juha Pasoja - Piracaia - Vesa Rantanen - Juha Riippa - Rodrigo - Marek Sadowski - Antti Sumiala - Hector Takayama |

## Europejskie puchary
Legenda do wszystkich tabel:
- Q – runda eliminacyjna, 1/16, 1/8, 1/4, 1/2 – odpowiednia faza rozgrywek, Grupa – runda grupowa, 1r gr – pierwsza runda grupowa, 2r gr – druga runda grupowa, F – finał, R – runda, PO – play-off
- k. – rzuty karne, los. – losowanie, Dogr. – dogrywka, w. – zasada bramek strzelonych na wyjeździe

| Sezon   | Rozgrywki        | Runda | Przeciwnik          | Dom | Wyjazd | Ogólnie |
| ------- | ---------------- | ----- | ------------------- | --- | ------ | ------- |
| 1994/95 | Puchar UEFA      | Q     | FC København        | 0–4 | 1–0    | 1–4     |
| 1996/97 | Puchar UEFA      | 1Q    | GÍ Gøta             | 3–1 | 1–0    | 4–1     |
| 1996/97 | Puchar UEFA      | 2Q    | Dinamo Moskwa       | 1–3 | 1–1    | 2–4     |
| 1997/98 | Liga Mistrzów    | 1Q    | Lantana             | 1–0 | 2–0    | 3–0     |
| 1997/98 | Liga Mistrzów    | 2Q    | Feyenoord           | 1–2 | 2–6    | 3–8     |
| 1997/98 | Puchar UEFA      | 1R    | TSV 1860 Monachium  | 0–1 | 1–6    | 1–7     |
| 2001    | Puchar Intertoto | 1R    | Gloria Bystrzyca    | 1–0 | 1–2    | 2–2, w. |
| 2001    | Puchar Intertoto | 2R    | Paris Saint-Germain | 1–4 | 0–3    | 1–7     |